# Di-tert-butyldicarbonat
Di-tert-butyldicarbonat [im Labor umgangssprachlich auch Boc-Anhydrid (Boc2O) oder Diboc genannt] ist eine flüssige, chemische Verbindung, die strukturell sowohl zu den Estern als auch zu den Säureanhydriden gerechnet werden kann.

## Verwendung
Die hauptsächliche Verwendung von Di-tert-butyldicarbonat ist die Einführung der tert-Butyloxycarbonyl-Gruppe (Boc-Gruppe), einer der am häufigsten eingesetzten Schutzgruppen in der organischen Chemie. Es ist die meistgenutzte Chemikalie zum Schutz von Aminofunktionen bei chemischen Reaktionen, besonders in der Peptid- und Glycopeptidchemie.
Außerdem können mit Di-tert-butyldicarbonat primäre aliphatische und aromatische Amine, bei Anwesenheit katalytischer Mengen von 4-(Dimethylamino)pyridin (DMAP), in die entsprechenden Isocyanate überführt werden.

## Herstellung
Di-tert-butyldicarbonat wird weltweit nach zwei Verfahren hergestellt: Einerseits durch Umsetzung von Natrium- oder Kalium-tert-butylat mit Phosgen oder Phosgenderivaten und andererseits die katalytische Reaktion von Natrium-tert-butylat mit Kohlendioxid. Die Darstellung aus Kalium-tert-butanolat und Phosgen verläuft nach folgendem Schema:

## Spaltung
Die Boc-Schutzgruppe kann – im Gegensatz zur Cbz-Schutzgruppe – bereits mittels verdünnter wässriger Säure (≈3 M HCl) via E1-Schritt abgespalten werden. Die Spaltungsprodukte sind CO2 und Isobuten, beide sind flüchtig und kontaminieren so das entschützte Amin nicht. Boc ist außerordentlich stabil gegenüber Basen, sogar gegenüber OH−, da die Carbonylgruppe sterisch gehindert ist.
Der Mechanismus der Spaltung:

## Gefahren
Di-tert-butyldicarbonat ist beim Einatmen sehr giftig. Die LC50 bei Ratten ist 0,1 mg/L bei 4 h.